# Futuropolis
Futuropolis es un cortometraje animado estadounidense de ciencia ficción de 1984, escrito y dirigido por Steve Segal y Phil Trumbo. La película presenta a Tom Campagnoli, Mike Cody, Stan Garth, Catherine Schultz y Cassandra Cossitt en papeles principales.

## Argumento
Los cadetes espaciales Capitán Garth, Spud, Teniente Luna y Cosmo investigan el caos desatado por el "rayo de mutación" de Lord Egghead.

## Actores
- Tom Campagnoli como Cosmo.
- Mike Cody como Egghead.
- Stan Garth como Capitán Garth.
- Catherine Schultz como Teniente Luna.
- Cassandra Cossitt como Segundo teniente.
- Kirk Condyles como Spud.
- Bud Webster como Guardia.
- Mary Pat Jimenez como Transportista.
- Steve Segal como Muctu.
- Phil Trumbo como Guardia.

## Recepción
A partir del 11 de noviembre de 2002, la película tuvo un puntaje de 7,7 sobre 10 por un usuario en IMDb. Janet Maslin de The New York Times y Peter Reiher también calificaron esta película.